# Самобор
Самобор (хорв. Samobor) — місто в Хорватії, в Загребській жупанії. Статус міста з 1242 року. Покровителькою міста вважається Св. Анна.
Місто — один із головних центрів скляної промисловості Хорватії; зі стародавності славився виробництвом виробів із кришталю. Одне з найстаріших і найпопулярніших екскурсійних місць у Хорватії.

## Географія
Самобор розташований на східному схилі Самоборської гори. Лежить за 10 кілометрів на захід від столиці країни Загреба і за 5 кілометрів на схід від кордону зі Словенією. Пов'язаний зі столицею країни автомобільним шосе. Місто розташоване в долині Сави (сама річка протікає за 5 км на північ) біля підніжжя відрогів гірського хребта Жумберак.
- Найвища точка: гора Равніце 860 м (в хорв. Novo Selo Žumberačko)
- Найнижча точка: 127 м (хорв. Medsave)
- Висота площі короля Томіслава: 158,31 м над рівнем моря.

## Клімат
Погодна статистика за період з 1980 до 2000року:
- Найвища зареєстрована температура: 37 °C (липень 1983 і серпень 1993)
- Найнижча зареєстрована температура: -25,6 °C (січень 1985)
- Середньорічна кількість опадів: 1078,6 мм/м² (89,88 мм/м² в місяць)
- Найдощовитий день - в жовтні 1993 (84,2 мм/м²)
- Найбільша кількість снігу за один місяць: у березні 1986.
- Середньорічна кількість сонячних днів: 52,8 днів
- Середньорічні похмурі дні: 113,3 днів

Середня річна температура становить 10,38 °C, середня максимальна – 24,63 °C, а середня мінімальна – -6,30 °C. Середня річна кількість опадів – 991 мм.
| Клімат міста                                  | Клімат міста | Клімат міста | Клімат міста | Клімат міста | Клімат міста | Клімат міста | Клімат міста | Клімат міста | Клімат міста | Клімат міста | Клімат міста | Клімат міста | Клімат міста |
| Показник                                      | Січ.         | Лют.         | Бер.         | Квіт.        | Трав.        | Черв.        | Лип.         | Серп.        | Вер.         | Жовт.        | Лист.        | Груд.        |              |
| Середній максимум, °C                         | 5,96         | 8,00         | 12,39        | 16,78        | 21,62        | 24,63        | 23,77        | 23,14        | 19,28        | 14,19        | 8,33         | 4,56         |              |
| Середня температура, °C                       | −0,18        | 1,89         | 6,27         | 10,65        | 15,49        | 18,50        | 20,23        | 19,60        | 15,73        | 10,66        | 4,79         | 1,00         |              |
| Середній мінімум, °C                          | −6,3         | −4,26        | 0,13         | 4,51         | 9,37         | 12,37        | 16,68        | 16,04        | 12,17        | 7,12         | 1,23         | −2,54        |              |
| Норма опадів, мм                              | 52           | 52           | 68           | 73           | 84           | 110          | 93           | 96           | 98           | 97           | 97           | 71           |              |
| Середньомісячна швидкість вітру, м/с          | 1.59         | 1.70         | 2.12         | 2.09         | 1.90         | 1.80         | 1.70         | 1.50         | 1.50         | 1.50         | 1.60         | 1.60         |              |
| Середньомісячна сонячна радіація, кДж/м²·день | 4090         | 6841         | 10382        | 14811        | 18913        | 20742        | 21679        | 18770        | 13882        | 8541         | 4501         | 3294         |              |
| --------------------------------------------- | ------------ | ------------ | ------------ | ------------ | ------------ | ------------ | ------------ | ------------ | ------------ | ------------ | ------------ | ------------ | ------------ |
| Джерело:                                      |              |              |              |              |              |              |              |              |              |              |              |              |              |

## Населення
Населення громади за даними перепису 2011 року становило 37 633 осіб, 3 з яких назвали рідною українську мову. Населення самого міста становило 15 956 осіб.
Динаміка чисельності населення громади:
Динаміка чисельності населення міста:

### Міські поселення
Крім міста Самобор, до громади також входять: 
- Бедер
- Бобовиця
- Браслов'є
- Брателі
- Брегана
- Бреганиця
- Брезоваць-Жумберацький
- Будиняк
- Буков'є-Подврсько
- Целине-Самборське
- Цер'є-Самоборсько
- Церовиця
- Дане
- Долець-Подокицький
- Домасловець
- Драганє Село
- Драгонош
- Дрежник-Подокицький
- Дубрава-Самоборська
- Фалащак
- Фаркашевець-Самоборський
- Галгово
- Голубичі
- Горня Вас
- Градна
- Грданьці
- Грегурич-Брег
- Храстина-Самоборська
- Яруш'є
- Яворек
- Кладє
- Клаке
- Клокочевець-Самоборський
- Конщиця
- Костанєвець-Подврський
- Котари
- Кравляк
- Луг-Самоборський
- Мала Язбина
- Мала Раковиця
- Малий Самобор
- Маня-Вас
- Медсаве
- Молвицє
- Норшич-Село
- Ново Село-Жумберацько
- Осредек-Жумберацький
- Осуня
- Отрушевець
- Павучняк
- Петков Брег
- Подградже-Подокицько
- Подврх
- Поклек
- Прекриж'є-Плешивицько
- Раков Поток
- Руде
- Самоборський Оток
- Саврщак
- Селцє-Жумберацько
- Сєчеваць
- Сланий Дол
- Слапниця
- Славагора
- Смеровище
- Стойдрага
- Светий Мартин-под-Окичем
- Шимраки
- Шипацький Брег
- Тисоваць-Жумберацький
- Велика Язбина
- Велика Раковиця
- Великий Липовець
- Вишнєвець-Подврський
- Вратник-Самоборський
- Врбовець-Самоборський
- Врховчак

## Управління
У місті Самобор міська рада складається з 25 членів ради. Мером у 2011 році був К. Беляк.

## Міста-побратими
- Угорщина —   місто Печ
- Німеччина —   місто Віргес
- Північна Македонія —   місто Велес
- Франція —   місто Шасьє (Рона)
- Італія —   місто Параб'яго

## Історія
Самобор існує як вільне королівське місто з 1242. За документом дарування короля Бели IV Самобор отримує статус королівського ринку. Місто мало автономію і незалежність від феодалів та незалежну внутрішню адміністрацію та судову систему.
З 1809-го до 1813 року територія увійшла до складу Наполеонових іллірійських провінцій і французьких володінь.

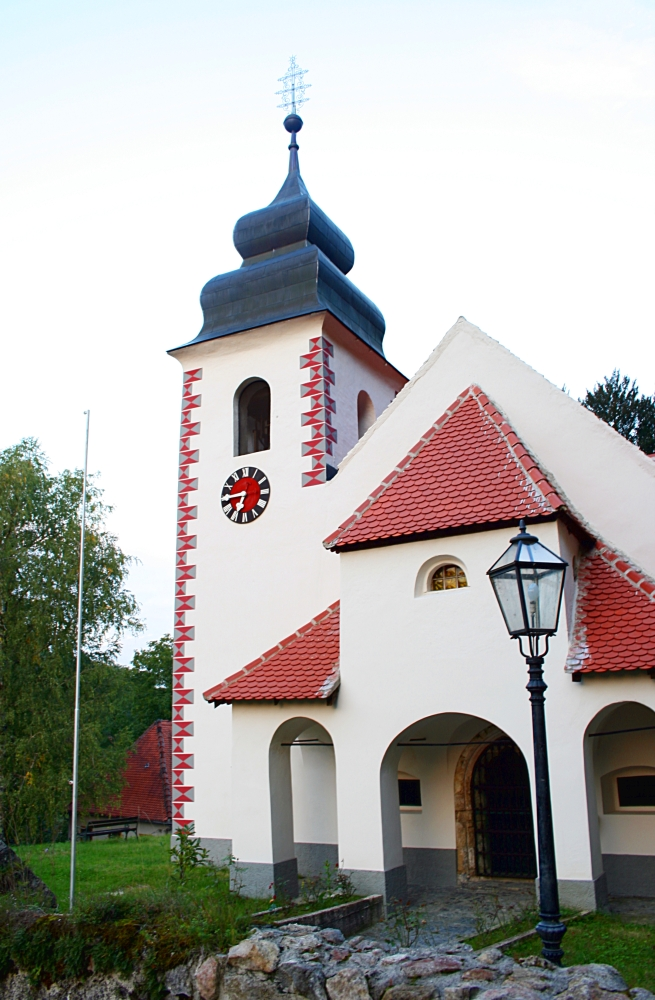
Церква Св.Михаїла

## Економіка
Протягом усієї своєї історії основним видом діяльності місцевого населення є ремісництво.
Населення займається виготовленням калію, який є важливою сировиною для скляної та хімічної продукції.

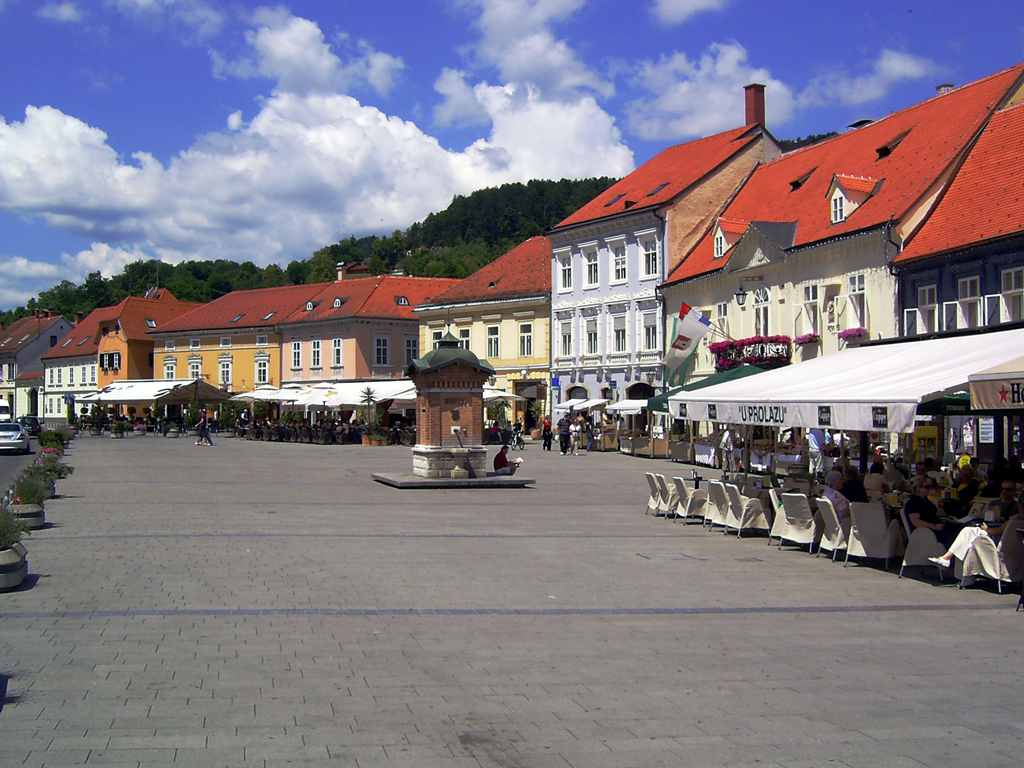
Самобор. Головна площа

Станом на 17 жовтня 2004 в місті Самобор було зареєстровано 1112 торгів (на основі даних Міністерства економіки Республіки Білорусь); 2001-й рік (за даними «Стратегія міста Самобора») діяло 567 торговельних компаній, а 712 суб'єктів підприємницької діяльності були зайняті в сільському господарстві.

## Відомі люди
- Ніка Флейсс
- Фердо Лівадич
- Янко Шімрак
- Юрай Діянич
- Дамір Чучич
- Мілан Ланґ
- Златко Пріца
- Нікола Рейзер
- Міхай Шілобод-Болшіч
- Івіца Судник
- Драґо Плечко
- Драґо Целізич
- Людевіт Шмідхен

## Пам'ятники
- руїни замку Самобор
- Церква св. Анастасії XVII ст.
- Церква святого Михаїла XVI  — XVII століть
- Церква Успіння Пресвятої Діви Марії, францисканський монастир, XVIII ст.
- Особняк Фердо Лівадіча XVII ст.[7]

## Галерея

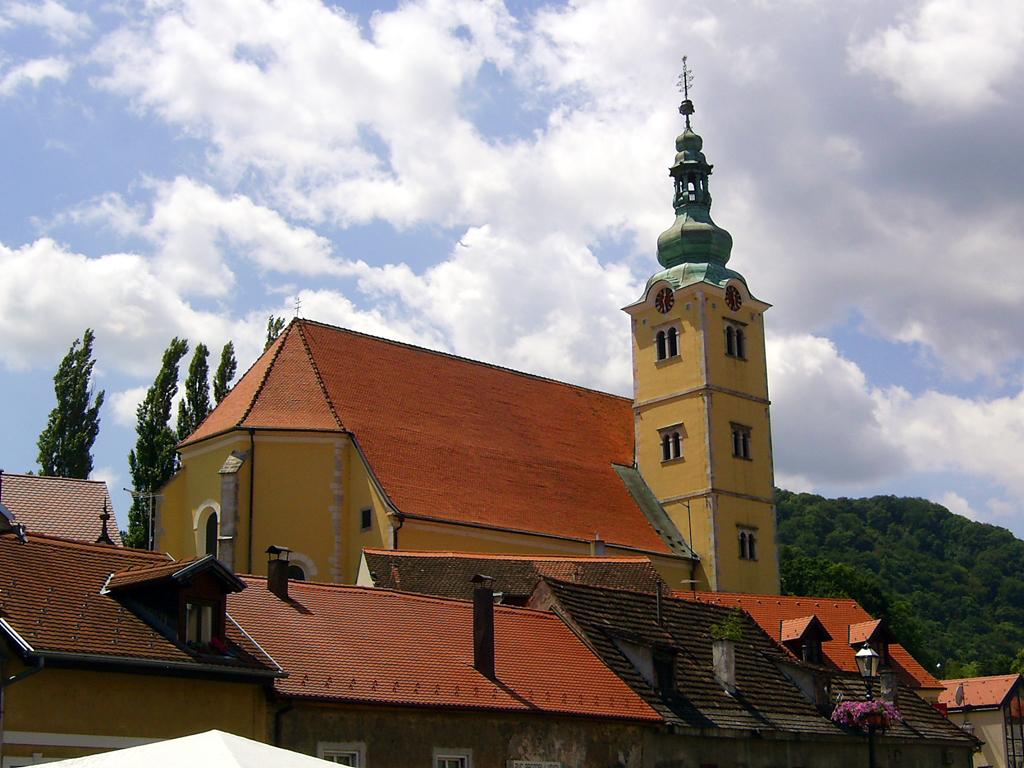
Церква Св.Анни
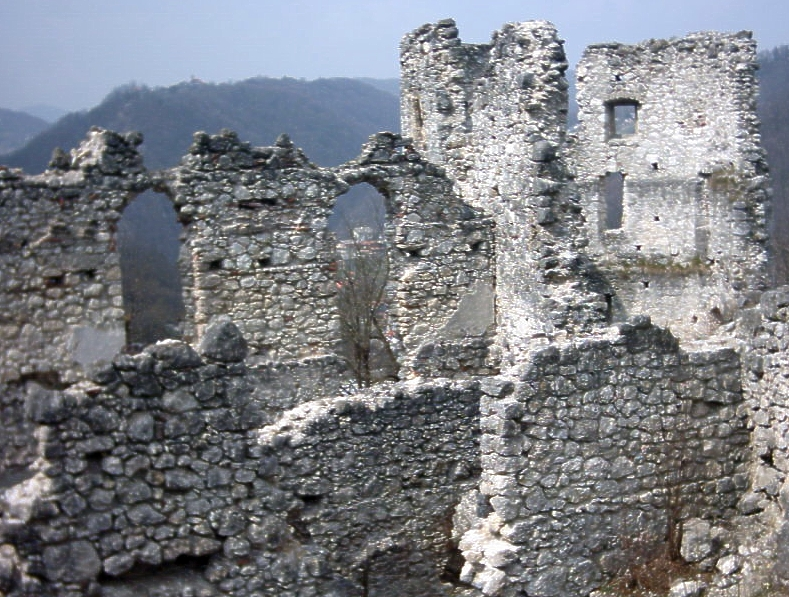
Руїни замку Самобор
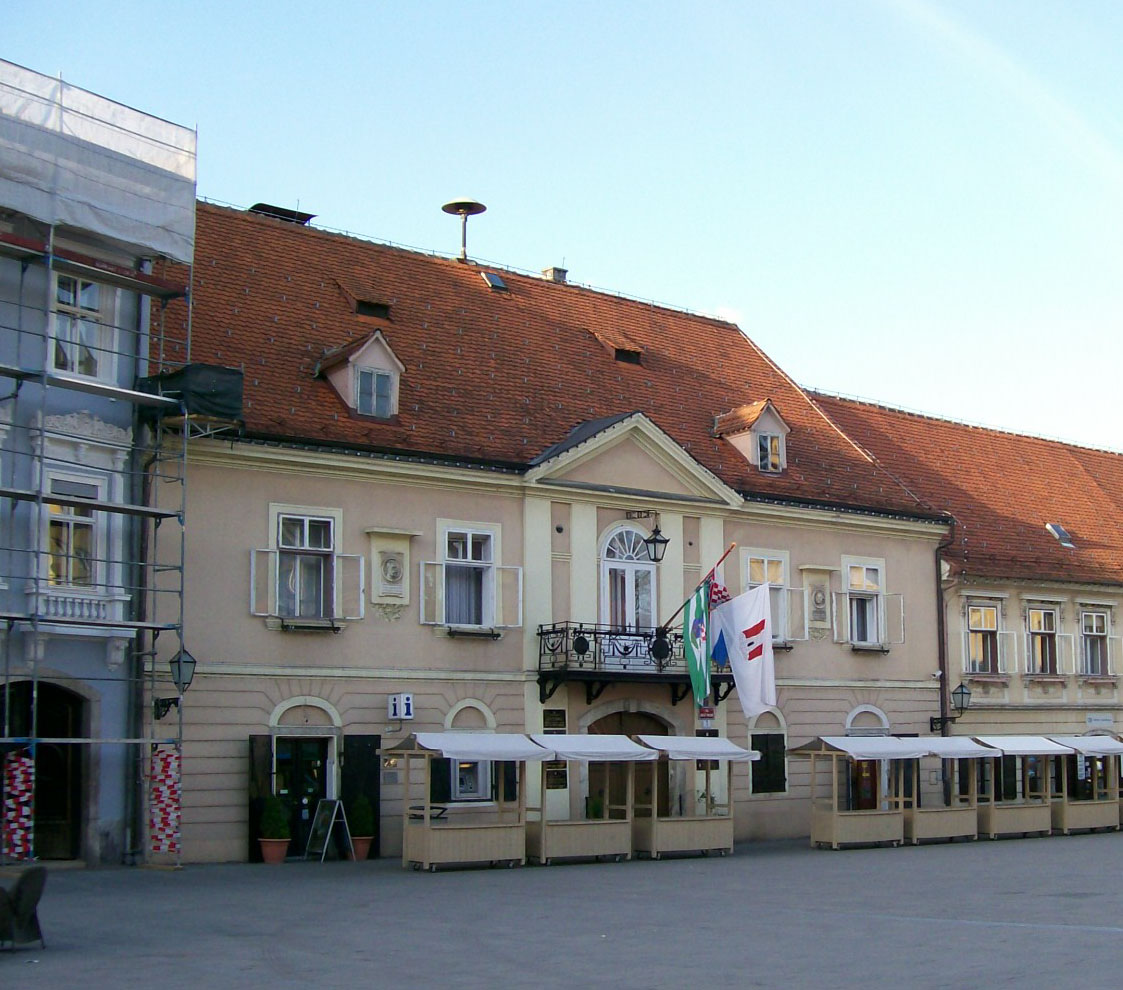
Будівля міської ради
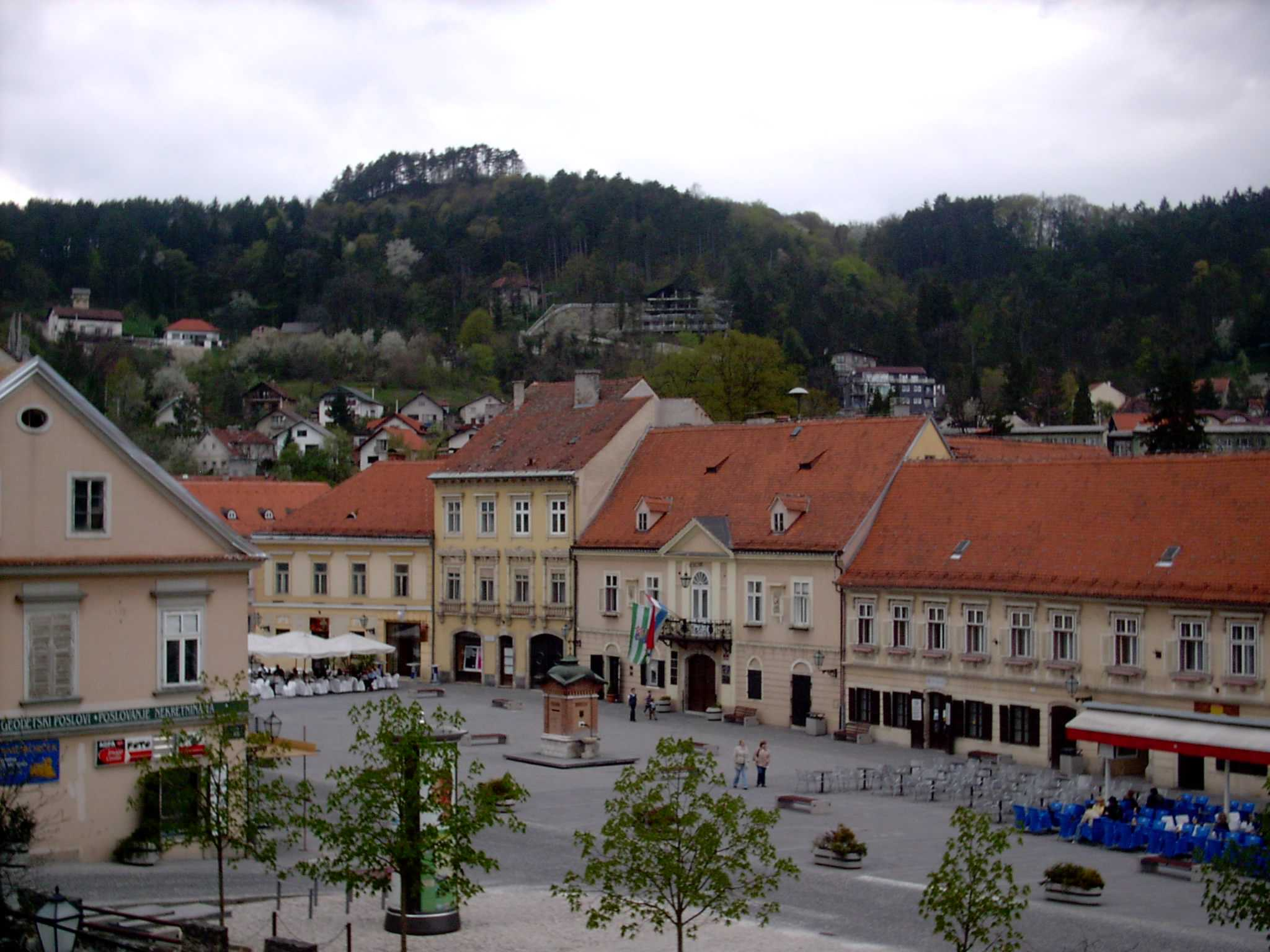
Вид на площу короля Томіслава